# Ryan Singel
Ryan Singel é  um  blogger e  jornalista de San Francisco que cobre l  questões relacionadas aos direitos civis e privacidade. O seu trabalho aparece extensivamente no website Wired News.  Desde 2006 começou também a publicar um blog em co-autoria com o ex-hacker condenado Kevin Lee Poulsen.